# Doublage ukrainien
Le doublage ukrainien désigne le doublage de produits vidéo (films, séries télévisées, jeux vidéo, etc.) en ukrainien.

## Histoire
En 2010, un tiers des films en Ukraine étaient sous-titrés en langue russe.

## Comédiens de doublages ukrainiens
Depuis la création du doublage ukrainien en 2006, il existe une galaxie d'acteurs reconnaissables qui doublent en ukrainien, parmi lesquels les plus célèbres sont Eugene Maluha (connu pour être la voix de l'Alfa ukrainien de la même série culte) et Yuri Kovalenko (connu pour être la voix ukrainienne des cheesecakes dans le film Cars - premier long métrage d'animation à succès, qui a été diffusé dans les cinémas ukrainiens avec un doublage en ukrainien).
Les stars du show-business ukrainien sont également activement impliquées dans le doublage en ukrainien. Un certain nombre de chanteurs célèbres, dont Oleg Skripka et Ani Lorak, ont participé au doublage du film d'animation Karlsson sur le toit (2002). Un certain nombre de célébrités ont travaillé sur le dessin animé Terkel (2004) : Potap, Oleg Skripka, Fagot et Fozzy (du groupe TNMK), Foma (du groupe Mandry), Vadim Krasnooky (du groupe Mad Heads), Katya Chilly, Vitaliy Kozlovsky, Lilu, Vasya Gontarsky ("Vasya Club" ), DJ Romeo et Stepan Kazanin (Quarter-95). Dans le dessin animé Horton (2008), on peut entendre les voix des artistes Pavel Shilko (DJ Pasha) et Vladimir Zelensky (Quarter-95). Les voix des personnages principaux du film 13e district : Ultimatum (2009) ont été interprétés par Yevhen Koshov (Quarter-95) et Andrij Khlyvnyuk (soliste du groupe Boombox).